# Église Saint-Luke de Waterloo
L'église Saint-Luke est une église anglicane située à Waterloo, en Estrie. Construite entre 1869 et 1870, l'église est reconnue comme un lieu patrimonial en 1978.

## Histoire

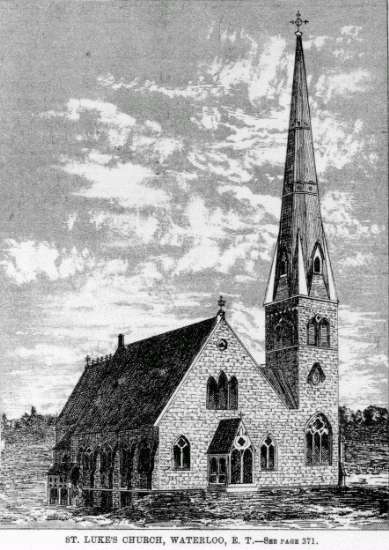
Croquis de l'église publié en 1871

On construit une première église en bois à Waterloo en 1843. Par contre, l'arrivée du chemin de fer en 1861 vient rapidement augmenter la population et on songe à construire une seconde église.
Le mandat de construction d'une église pouvant accueillir 400 personnes est donné à l'architecte Thomas Seaton Scott au printemps 1867. Celui-ci opte pour un style néogothique avec un extérieur en brique rouge et une atmosphère sobre à l'intérieur avec des boiseries et une charpente apparente.
La construction se déroule entre 1869 et 1870 sur un terrain cédé par Asa B. Foster. L'église est sacrée le 15 décembre 1870. Le coût total de travaux est estimé à 16 000 CAD. La tour de l'église portait à l'origine un campanile avec une croix en bois, mais ces derniers furent détruits par la foudre vers 1900. On la remplace donc tout en reprenant les mêmes caractéristiques. En 1900, on dédie la tour à la mémoire de l'architecte Deacon Lindsay qui avait supervisé les travaux avec John B. Lay, Rosswell A. Ellis et son gendre Edward Slack.
En 1918, on installe un orgue Casavant à l'intérieur de l'église et on installera un carillon dans la tour le 25 septembre 1949. Les vitraux de l'église ont été offerts par des familles locales entre 1877 et 1962,.

## Valeur patrimoniale
L'église Saint-Luke présente un intérêt patrimonial pour sa valeur architecturale et artistique. Elle témoigne de l'influence de l'architecture religieuse anglaise de l'époque néogothique au Québec. L'église Saint-Luke reflète ce style avec son chœur distinct de la nef ainsi que son volume et sa disposition, un clocher aménagé dans une tour hors-oeuvre, et des éléments néogothiques caractéristiques tels que les pignons découverts, les contreforts et les ouvertures en arc brisé.
L'intérieur de l'église présente un décor néogothique de l'influence de l'architecture religieuse anglaise. Ce décor présente du bois sombre contrastant avec la blancheur des murs, une charpente apparente et un plafond lambrissé dans la nef, des arcs brisés et un jubé délimitant le chœur, ainsi que des vitraux offerts par les familles de Waterloo entre 1877 et 1962. Ces vitraux contribuant à la luminosité de l'église en font un de ces éléments les plus remarquables.